# Swan (Iowa)
Swan – miasto w Stanach Zjednoczonych, w stanie Iowa, w hrabstwie Marion. W 2000 liczyło 121 mieszkańców.